# لاگ-سورن
لاگ-سورن (به هلندی: Laag-Soeren) یک منطقهٔ مسکونی در هلند است که در ریدن (هلند) واقع شده‌است. لاگ-سورن ۸۵۲ نفر جمعیت دارد.